# Rafaelle Souza
Rafaelle Leone Carvalho de Souza (sinh ngày 18 tháng 6 năm 1991), thường được gọi là Rafaelle, là một cầu thủ bóng đá người Brazil chơi trong vai trò một hậu vệ hay tiền vệ cho Arsenal tại FA Women's Super League và đội tuyển quốc gia Brazil. Rafaelle chơi cho Đại học Mississippi trong sự nghiệp bóng đá đại học của mình tại Hoa Kỳ và dành mùa giải 2014 chơi cho Houston Dash trong giải đấu Liên đoàn bóng đá nữ quốc gia (NWSL).

## Sự nghiệp quốc tế
Rafaelle chơi bóng cho đội trẻ của tuyển bóng đá nữ Brazil tại lễ khai mạc Giải vô địch bóng đá U-17 thế giới 2008 tại New Zealand và Giải vô địch bóng đá U-20 thế giới 2010 tổ chức tại Đức. Lần ra mắt đầu tiên của cô diễn ra vào tháng 12 năm 2011, với vai trò là một cầu thủ dự bị được vào sân trong chiến thắng 4–0 trước Chile tại Torneio Internacional Cidade de São Paulo de Futebol Feminino năm 2011.  Cô bắt đầu tham gia đội tuyển bóng đá nữ Brazil vào tháng 3 năm 2012, trong trận đấu với đối thủ là đội tuyển Canada.
Vào tháng 2 năm 2015, Rafaelle được đưa vào chương trình tập huấn 18 tháng nhằm chuẩn bị đội tuyển quốc gia của Brazil cho Giải vô địch bóng đá nữ thế giới 2015 tại Canada và Thế vận hội Mùa hè 2016.
Tại Giải vô địch bóng đá nữ thế giới 2015, Rafaelle phải bắt đắc dĩ chơi ở vị trí hậu vệ trung tâm, cùng với Mônica. Họ giữ sạch lưới trong cả ba trận đấu khi Brazil đủ điều kiện đi tiếp từ bảng đấu của họ mà không thủng lưới một bàn thắng. Trong trận đấu vòng hai với Australia, Brazil bị loại khỏi giải đấu sau khi để thua với tỉ số 1–0. Rafaelle vẫn ở Canada với vai trò là một thành viên của đội tuyển Brazil tham gia Đại hội Thể thao Liên châu Mỹ 2015 ở Toronto.
Rafaelle là thủ quân dẫn dắt đội tuyển Brazil lên ngôi vô địch lần thứ 4 liên tiếp tại Cúp bóng đá nữ Nam Mỹ 2022.